# Jiří Kylián
Jiří Kylián (Praga, 21 de março de 1947) é uma dançarino e coreógrafo tcheco de dança contemporânea.

## Biografia
Jiří Kylián desenvolve aptidões musicais desde os nove anos de idade, no Conservatório de Praga  . Uma bolsa do British Council permitiu que ele continuasse seu treinamento na Royal Ballet School, em Londres, em 1967  .
Por recomendação de seus professores, ele foi contratado como solista, em 1968, pelo Stuttgart Ballet, sob a direção de John Cranko . Nesta companhia de Stuttgart, ele conhece quem se tornará sua musa e sua esposa, a dançarina Sabine Kupferberg. Ele também começou como coreógrafo em 1970 com Paradox. O trabalho é apreciado por John Cranko, que o encoraja a continuar e confia várias criações de 1970 a 1973  . Mas este último morreu repentinamente em junho de 1973 , durante uma viagem de volta para visitar a Estados Unidos . Este evento dramático inspira Jiří Kylián a realizar Rûckkehr ins fremde Land  .
Jiří Kylián se torna, aos 28 anos, diretor artístico do Nederlands Dans Theatre (NDT), onde segue até 2004  . Com dedicação e respeito por seus intérpretes, ele organiza sua trupe em três grupos: o NDT1, o núcleo duro, o NDT2, os iniciantes, e o NDT3, os mais velhos ou com mais de quarenta anos, uma escolha rara em uma profissão em que muitas vezes é levado a se aposentar da atividade de dançarino antes dessa idade. Coreógrafo visual e musical , seu estilo é enérgico, baseado em técnicas relativamente clássicas (denominadas estilo neoclássico), mas revisitado de maneira contemporânea. Entre suas obras mais conhecidas está Symphony of Psalms , criada em 1978, coreografada na música da Symphony of Psalms de Igor Stravinsky .

## Principais coreografias
- 1970 : Paradox et Kommen und gehen
- 1971 : Incantations
- 1972 : Der stumme Orpheus
- 1973 : Viewers
- 1974 : Stoolgame
- 1975 : La Cathédrale engloutie
- 1975 : Rûckkehr ins fremde Land
- 1978 : Sinfonietta sur la musique de Leoš Janáček
- 1978 : Symphony of Psalms
- Dream Dances
- 1981 : Forgotten Land
- 1982 : Svadebka
- 1983 : Stamping Round
- 1984 : L'Enfant et les Sortilèges
- 1986 : Silent Cries
- 1988 : No More Play
- 1989 : Falling Angels
- 1989 : Black and White
- 1990 : Sweet Dreams
- 1990 : Sarabande
- 1991 : Petite Mort
- 1992 : As If Never Been
- 1992 : No Sleep Till Dawn of Day
- 1993 : Whereabouts Unknown
- 1994 : Tiger Lily
- 1994 : Double you
- 1995 : Bella figura
- 1997 : Wings of Wax
- 1997 : Tears of Laughter
- 1998 : A Way Alone
- 1998 : Indigo Rose
- 1999 : Half Past
- 1999 : Doux Mensonges pour l'Opéra de Paris
- 2000 : Arcimboldo
- 2000 : One of a Kind, Prix Nijinski
- 2000 : Click-Pause-Silence
- 2001 : Birth-day
- 2001 : Blackbird
- 2002 : 27’52”
- 2002 : Claude Pascal
- 2002 : When Time Takes Time
- 2003 : Last Touch
- 2005 : Symphony of Psalmas (révisé)
- 2005 : Tar and Feathers
- 2008 : Vanishing Twin
- 2008 : Gods and Dogs
- 2009 : Last Touch First
- 2012 : Kaguyahime

## Prêmios e distinções
- 1995  : Ordem de Orange-Nassau
- 1997  : Preço Joost van den Vondel
- 1998  : Prêmio Benois de Dança
- 2000  : Prêmios Laurence Olivier
- 2000  : Prêmio Nijinsky de Melhor Coreógrafo

## Leitura complementar